# 繁尚
繁尚（しげたか、生没年不詳）とは、江戸時代の京都の絵師。

## 来歴
師系・経歴不明。京都の人。『扁額軌範』によれば京都祇園社に奉納された「祇園社并旅所之図」に、「繪師繁尚図」という落款と「延宝四年（1676年）丙辰六月吉日」という年紀があったという。